# Commodity channel index
Commodity channel index (index komoditního kanálu nebo jen CCI) je ukazatel technické analýzy. Řadí se do skupiny oscilátorů. CCI vyvinul obchodník Donald Lambert v roce 1980 a následně jej publikoval v odborném časopise Commodities. Zpočátku oscilátor sloužil k testu počítačového systému. I když má CCI v názvu slovo Commodity, je využitelný na všechny finanční instrumenty.

## Využití
CCI určuje dobře rychlost trendu a jeho sílu, dále signalizuje stavy přeprodání a překoupení. Měří aktuální sílu momenta na trhu. Klíčové hranice oscilátoru jsou +100 a -100. Mezi těmito hranice se CCI pohybuje 70% až 80% času a jejich překročení není časté. Při přetětí linie CCI těchto hranic obchodník vstupuje do pozic: +100 - long pozice, -100 - short pozice. Velmi účinné v intradenním obchodování jsou také divergence oscilátoru s cenou instrumentu.